# Peroxyrédoxine
Une peroxyrédoxine est une peroxydase qui catalyse la réaction générique :
2 R'-SH + ROOH  {\displaystyle \rightleftharpoons }  R'-S-S-R' + H2O + ROH.
Il s'agit d'une famille d'enzymes antioxydantes ubiquitaires qui contrôlent également le taux de peroxydes induit par les cytokines et interviennent de ce fait dans les mécanismes de transduction de signal dans les cellules de mammifères. Leur importance physiologique est illustrée par leur abondance relative, la peroxyrédoxine 2 étant par exemple la protéine la plus abondante des érythrocytes après l'hémoglobine. Leur activité peut être régulée par phosphorylation, changement d'état d'oxydoréduction et peut-être également par oligomérisation. On distingue habituellement trois classes de peroxyrédoxines :
- les peroxyrédoxines 1-Cys ;
- les peroxyrédoxines 2-Cys typiques ;
- les peroxyrédoxines 2-Cys atypiques.

Elles partagent le même mécanisme catalytique de base, dans lequel un résidu de cystéine du site actif est oxydé en acide sulfénique –SOH par le peroxyde agissant comme substrat. La distinction entre les trois classes de peroxyrédoxines repose sur la façon dont l'acide sulfénique est réduit en thiol –SH pour redonner le résidu de cystéine. Les enzymes 1-Cys peuvent être réduites en présence d'acide ascorbique ou de glutathion S-transférase pi, tandis que les peroxyrédoxines 2-Cys le sont par des thiols tels que le glutathion. Le cycle catalytique des peroxyrédoxines 2-Cys typique a pu être modélisé à partir des études par cristallographie aux rayons X d'échantillons cristallisés et une mode de contrôle de leur activité par oligomérisation a pu être proposé. L'inactivation de ces enzymes par oxydation excessive du thiol –SH du site actif en acide sulfinique –SO(OH) peut être résorbée par la sulfirédoxine.
Les peroxyrédoxines oxydées redonnent des peroxyrédoxines réduites à l'aide de thiorédoxine réduite :
- Prxréduite + H2O2 → Prxoxydée + 2 H2O ;
- Prxoxydée + Trxréduite → Prxréduite + Trxoxydée.

Les peroxyrédoxines bactériennes sont souvent appelées alkyle hydroperoxyde réductase (AhpC) tandis que, dans d'autres contextes, on peut également trouver les dénominations thiorédoxine peroxydase et tryparédoxine peroxydase.